# ماشک سپهداری
ماشک سپهداری، روستایی از توابع بخش مرکزی شهرستان آستانه اشرفیه در استان گیلان ایران است.

## جمعیت
این روستا در دهستان گورکا قرار دارد و براساس سرشماری مرکز آمار ایران  جمعیت آن در حال حاضر ۶۲۰ نفر ۱۸۰ خانوار) است.